# Nors
Nors (Osmerus eperlanus L.) är en fiskart i familjen norsfiskar (Osmeridae) som förekommer i en havslevande och en sötvattenlevande form.

## Utseende och anatomi
Norsen kännetecknas genom sina stora spetsiga tänder på plogbenet och insidan av vingbenen samt på tungan. Fjällen saknar silverglans och är löst sittande samt ytterst tunna. Den underliggande huden har endast på vissa ställen silverglans så att köttet skimrar genom fjällen och ger fisken ett på vissa ställen närmast genomskinligt utseende. 

## Utbredning
Norsen förekommer i kustnära vatten i Europa, från Östersjön till Biscayabukten. En sötvattenform är vanlig i stora sjöar i Nordeuropa.
Norsen förekommer i Östersjön till nordliga delen av Bottniska viken, utom på Gotland, samt i ganska många större och mindre svenska sjöar. På Sveriges västkust är den mera sällsynt och saknas vid större delen av norska kusten, men den är talrik i Norges större insjöar. I England och Frankrike förekommer den bara vid kusten och i älvmynningarna.

## Ekologi

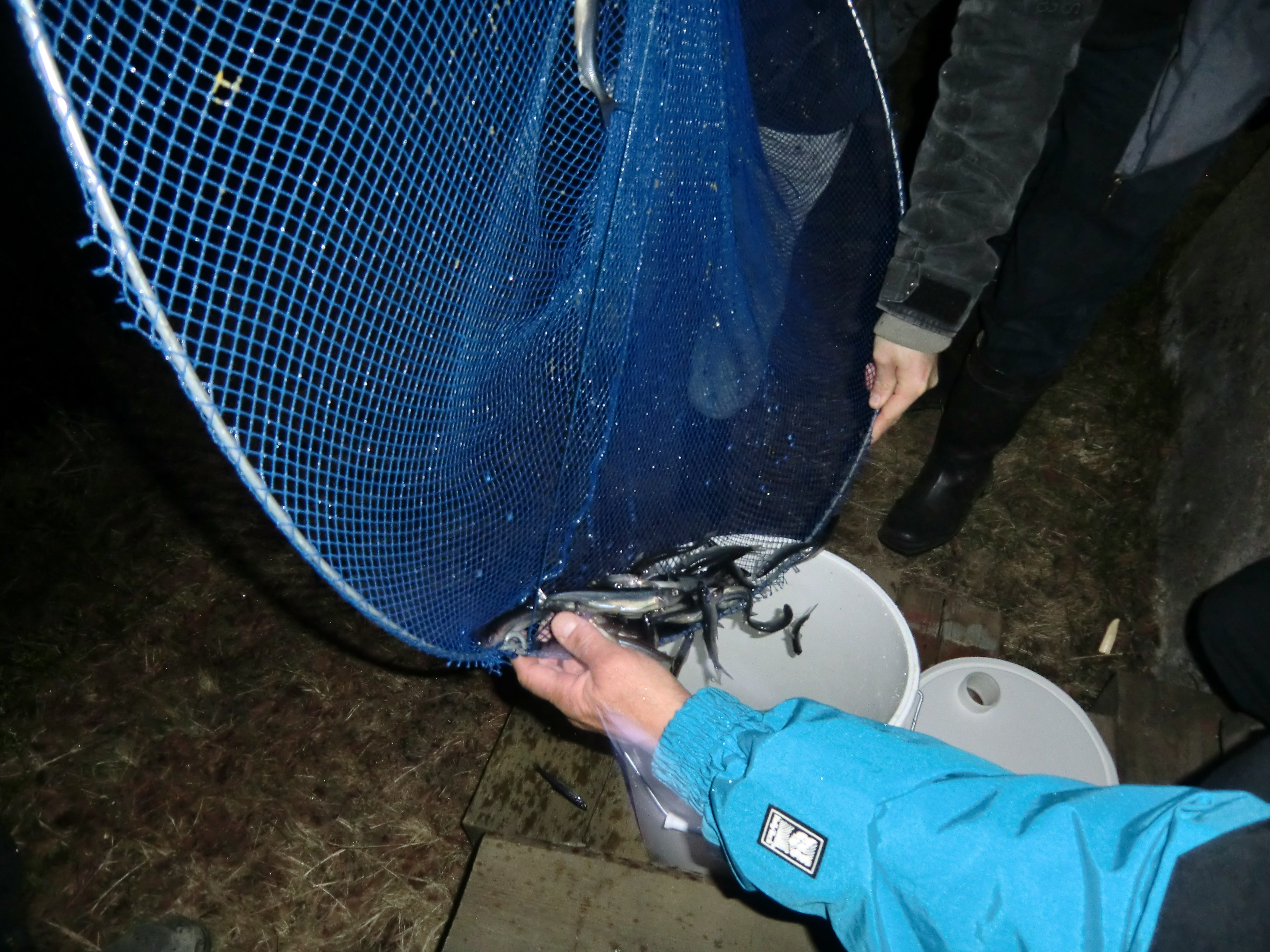
Slom som håvas upp från Ljusnan när den stiger från Fryken.

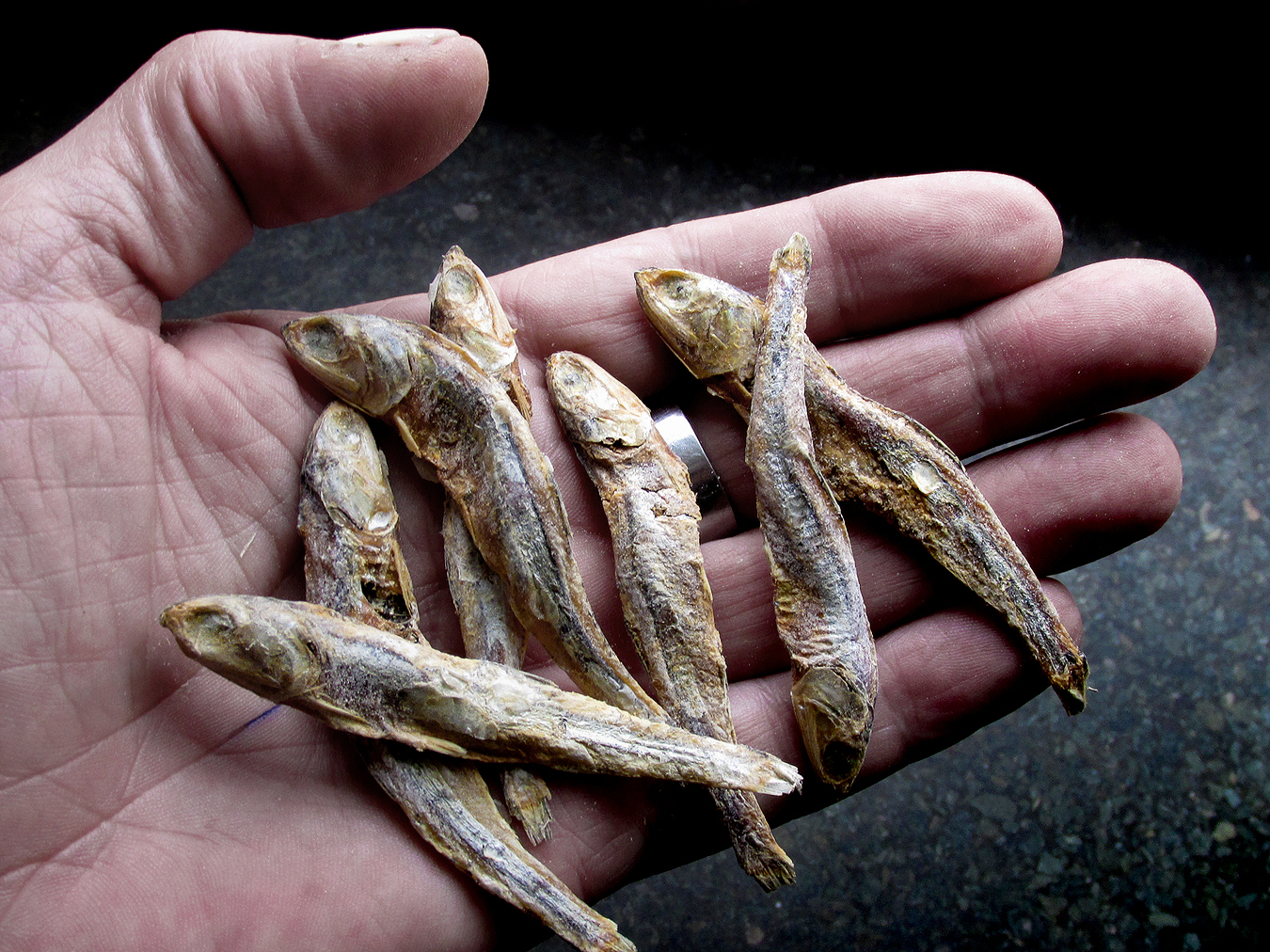
Torkad nors, i Sverige sålt som kattmat.

Norsen håller sig stimvis tillsammans och uppträder, i synnerhet vid lektiden tidigt på våren, i ofantliga stim. Den lever såväl på grunden i sjöarna som i älvarna. 
Norsen utgör en viktig bytesfisk för gös, lax och andra fiskarter. Merparten blir bytesdjur redan vid endast några få centimeters längd, men i större vattendrag och i havet blir den upp till 25 cm lång.

## Namn
I Värmland kallas norsen slom (storslom och småslom). I övriga Vänerlandskap (och delvis i Värmland) betecknar slom storvuxen nors och blånäl småvuxen nors.

## I kulturen
Kanske på grund av doften, som påminner om gurka, används denna fisk sällan som mat i Sverige. I England och Ryssland värderas norsen däremot, till en del just för sin pikanta lukt. I Mariestad har man också en tradition av norsfiske, och sedan 1983 finns också en årlig festival, kallad Norsival, på våren, då man fiskar och äter nors.
Norsen är Värmlands landskapsfisk.
Stekt rensad nors betraktades förr som en typisk Stockholmsrätt. I takt med att bruket att ha en anställd hushållerska upphörde försvann även denna rätt då rensandet av dessa små fiskar (med sin speciella lukt) av de flesta ansågs för besvärligt.